# Folketingsvalget 1994
Folketingsvalget den 21. september 1994, der blev udskrevet 29. august 1994, resulterede i at Socialdemokratiet beholdt magten, som de havde haft siden 25. januar 1993, hvor Poul Schlüter var gået af som følge af Tamilsagen. Regeringen Poul Nyrup Rasmussen I var blevet dannet uden folketingsvalg, da Radikale Venstre, Centrum-Demokraterne og Kristeligt Folkeparti havde bakket op om den nye socialdemokratisk formand Poul Nyrup Rasmussen, der overtog posten fra Svend Auken. Det var således Rasmussens første valg som statsministerkandidat.
Som den første og hidtil eneste gang lykkedes det en kandidat at blive valgt ind som løsgænger, idet Jacob Haugaard blev valgt i Århus Østkredsen, som han havde stillet op i siden 1979. Han fik 23.253 personlige stemmer.
For den yderste venstrefløj, der ved de 2 foregående valg havde haft et betydeligt stemmespild (4,9 % i 88 og 4,5 % i 90), betød dannelsen af Enhedslisten, at man nu igen fik repræsentation i Folketinget.
Ved valget fik Kristendemokraterne, der deltog i den foregående regering og haft medlemmer i folketinget siden jordskredsvalget i 1973, ikke nok stemmer til at blive valgt ind, da de med 1,9% af stemmerne lige nøjagtigt faldt for spærregrænsen på 2%.
Efter valget kunne siddende statsminister Poul Nyrup Rasmussen på ny danne regering. Regeringen Poul Nyrup Rasmussen II bestod af ministre fra Socialdemokratiet (S), Det Radikale Venstre (R) og Centrum-Demokraterne (CD) med samlet 75 mandater. Socialistisk Folkeparti (13 mandater) og det nyindvalgte Enhedslisten (6 mandater) fungerede som støttepartier og sikrede at der ikke var et flertal i mod regeringen. 

## Valgresultatet
| Parti                            | Parti                            | Stemmer   | %      | Mandater | +/– |
| -------------------------------- | -------------------------------- | --------- | ------ | -------- | --- |
|                                  | Socialdemokratiet                | 1.150.048 | 34,56  | 62       | 7   |
|                                  | Venstre                          | 775.176   | 23,30  | 42       | 13  |
|                                  | Det Konservative Folkeparti      | 499.845   | 15,02  | 27       | 3   |
|                                  | Socialistisk Folkeparti          | 242.398   | 7,28   | 13       | 2   |
|                                  | Fremskridtspartiet               | 214.057   | 6,43   | 11       | 1   |
|                                  | Det Radikale Venstre             | 152.701   | 4,59   | 8        | 1   |
|                                  | Enhedslisten                     | 104.701   | 3,15   | 6        | 6   |
|                                  | Centrum-Demokraterne             | 94.496    | 2,84   | 5        | 4   |
|                                  | Kristeligt Folkeparti            | 61.507    | 1,85   | 0        | 4   |
|                                  | Udenfor partierne                | 32.668    | 0,98   | 1        | 1   |
| I alt                            | I alt                            | 3.327.597 | 100,00 | 175      | 0   |
|                                  |                                  |           |        |          |     |
| Gyldige stemmer                  | Gyldige stemmer                  | 3.327.597 | 99,02  |          |     |
| Ugyldige/blanke stemmer          | Ugyldige/blanke stemmer          | 33.040    | 0,98   |          |     |
| Stemmer i alt                    | Stemmer i alt                    | 3.360.637 | 100,00 |          |     |
| Stemmeberettigede/valgdeltagelse | Stemmeberettigede/valgdeltagelse | 3.988.787 | 84,25  |          |     |
| Kilde:                           |                                  |           |        |          |     |

| Stemmefordeling             | Stemmefordeling             | Stemmefordeling | Stemmefordeling | Stemmefordeling |
| --------------------------- | --------------------------- | --------------- | --------------- | --------------- |
|                             |                             |                 |                 |                 |
| Socialdemokratiet           | Socialdemokratiet           |                 | 34.6%           | 34.6%           |
| Venstre                     | Venstre                     |                 | 23.3%           | 23.3%           |
| Det Konservative Folkeparti | Det Konservative Folkeparti |                 | 15.0%           | 15.0%           |
| Socialistisk Folkeparti     | Socialistisk Folkeparti     |                 | 7.3%            | 7.3%            |
| Fremskridtspartiet          | Fremskridtspartiet          |                 | 6.4%            | 6.4%            |
| Det Radikale Venstre        | Det Radikale Venstre        |                 | 4.6%            | 4.6%            |
| Enhedslisten                | Enhedslisten                |                 | 3.1%            | 3.1%            |
| Centrum-Demokraterne        | Centrum-Demokraterne        |                 | 2.8%            | 2.8%            |
| Kristeligt Folkeparti       | Kristeligt Folkeparti       |                 | 1.9%            | 1.9%            |

### Personlige stemmer
Følgende kandidater fik flest personlige stemmer:
1. Uffe Ellemann-Jensen (V): 58.816
2. Svend Auken (A): 44.873
3. Ritt Bjerregaard (A): 44.599
4. Hans Engell (C): 34.462
5. Karen Jespersen (A): 27.637
6. Poul Nyrup Rasmussen (A): 23.983
7. Jacob Haugaard: 23.253
8. Frank Jensen (A): 19.704
9. Anders Fogh Rasmussen (V): 19.220
10. Peter Brixtofte (V): 19.185